# IZAR
IZAR, va ser una empresa pública espanyola, dedicada al sector de la construcció naval, que agrupava les principals drassanes d'Espanya. Va ser constituïda al juliol de 2000 com a resultat de la fusió entre Astilleros Españoles (AESA), societat que aglutinava les drassanes públiques civils i l'Empresa Nacional Bazán que ostentava les drassanes públiques militars.
Al desembre de 2004, la Sociedad Estatal de Participaciones Industriales (SEPI), propietària i gestora del grup, decideix la segregació de la branca militar d'Izar, creant al març de 2005 la societat Navantia, per posteriorment ser-li traspassada també la producció dels vaixells civils. Des de 2005 l'empresa es troba en procés de liquidació.

## Vaixells lliurats per IZAR
IZAR va lliurar els següents vaixells des de la seva constitució, al juliol de 2000, fins a la creació de Navantia al març de 2005

### Fragates
- Classe Álvaro de Bazán
  - Álvaro de Bazán (F-101)
  - Almirante Juan de Borbón (F-102)
  - Blas de Lezo (F-103)

### Llanxes de desembarcament
- Tipus LCM-1E
  - L-601
  - L-602

### Vaixells de lluita contramines
- Classe Segura
  - Segura (M-31)
  - Sella (M-32)

### Altres classes de vaixells
- Iot Fortuna, iot reial propietat de Patrimoni Nacional.